# Wilhelm Sasnal

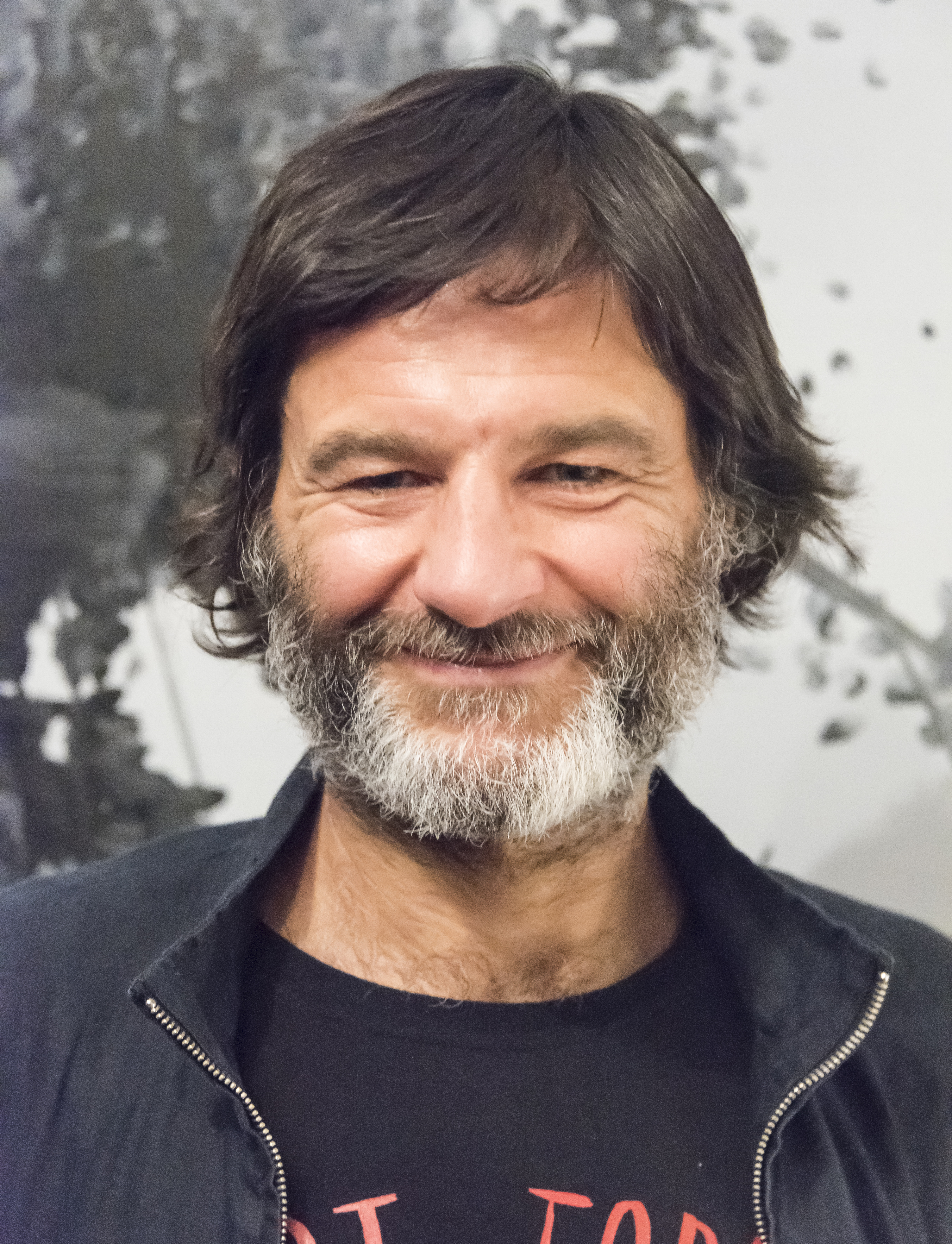
Wilhelm Sasnal, 2022

Wilhelm Tomasz Sasnal (* 29. Dezember 1972 in Tarnów, Polen) ist ein polnischer Maler, Filmemacher und Comiczeichner.

## Leben und Werk
Wilhelm Sasnal studierte Architektur an der Technischen Universität Krakau (1992–1994) und anschließend Malerei an der Krakauer Akademie der Schönen Künste. Er schloss das Studium 1999 ab. Von 1996 bis 2001 war er in der Künstlervereinigung Grupa Ładnie in Krakau aktiv. Verschiedene Präsentationen seiner Gemälde außerhalb Polens, insbesondere in der Kunsthalle Basel und auf der Basler Kunstmesse Liste, verhalfen ihm um 2002 zum internationalen Durchbruch.
In seinen Ölgemälden verarbeitet Sasnal Bildvorlagen aus privaten und öffentlichen, kulturellen und politischen Kontexten, etwa aktuelle Pressefotografien und historische Fotografien (oft aus Geschichtsbüchern), Skizzen alltäglicher Beobachtungen und Familienfotos, Comics und Filme. Die Bildelemente werden in realistischer Malweise wiedergegeben. Von Sasnal häufig behandelte Themen sind der Holocaust und die Geschichte Polens seit dem Zweiten Weltkrieg.
Seit 1997 entstanden Filme in Zusammenarbeit mit seiner Frau Anka Sasnal. Ihr gemeinsamer Film Z daleka widok jest piękny / It Looks Pretty from a Distance (2011) wurde zu verschiedenen Filmfestivals eingeladen, darunter im Museum of Modern Art in New York und beim International Film Festival Rotterdam. Ihr Film Huba (Parasite) (2014, 66 Min.) wurde auf der Berlinale 2014 in Berlin gezeigt.
Sasnal gewann 2006 den Preis Vincent van Gogh Biennial Award for Contemporary Art in Europe. Seine internationalen Ausstellungen beinhalten u. a. den Frankfurter Kunstverein (2006), die Kunstsammlung Nordrhein-Westfalen in Düsseldorf (2009), das Center for Contemporary Art in Málaga (2010), die Londoner Whitechapel Gallery (2011), das Haus der Kunst München (2012).

## Werke in öffentlichen Sammlungen
Belgien
- Museum van Hedendaagse Kunst, Antwerpen

Deutschland
- Sammlung Boros, Berlin
- Museum für Moderne Kunst (MMK), Frankfurt/Main
- MARTa Herford, Herford
- Städel Museum, Frankfurt/Main[5]

Frankreich
- Centre Pompidou, Paris

Italien
- Punta della Dogana - Francois Pinault Foundation, Venedig

Polen
- Bunkier Sztuki, Krakau
- Centrum Sztuki Współczesnej Zamek Ujazdowski, Warschau

Schweiz
- Fondation Beyeler, Riehen

Vereinigtes Königreich
- The Saatchi Gallery, London (England)
- Tate Britain, London (England)